# Gemaal Zeldert

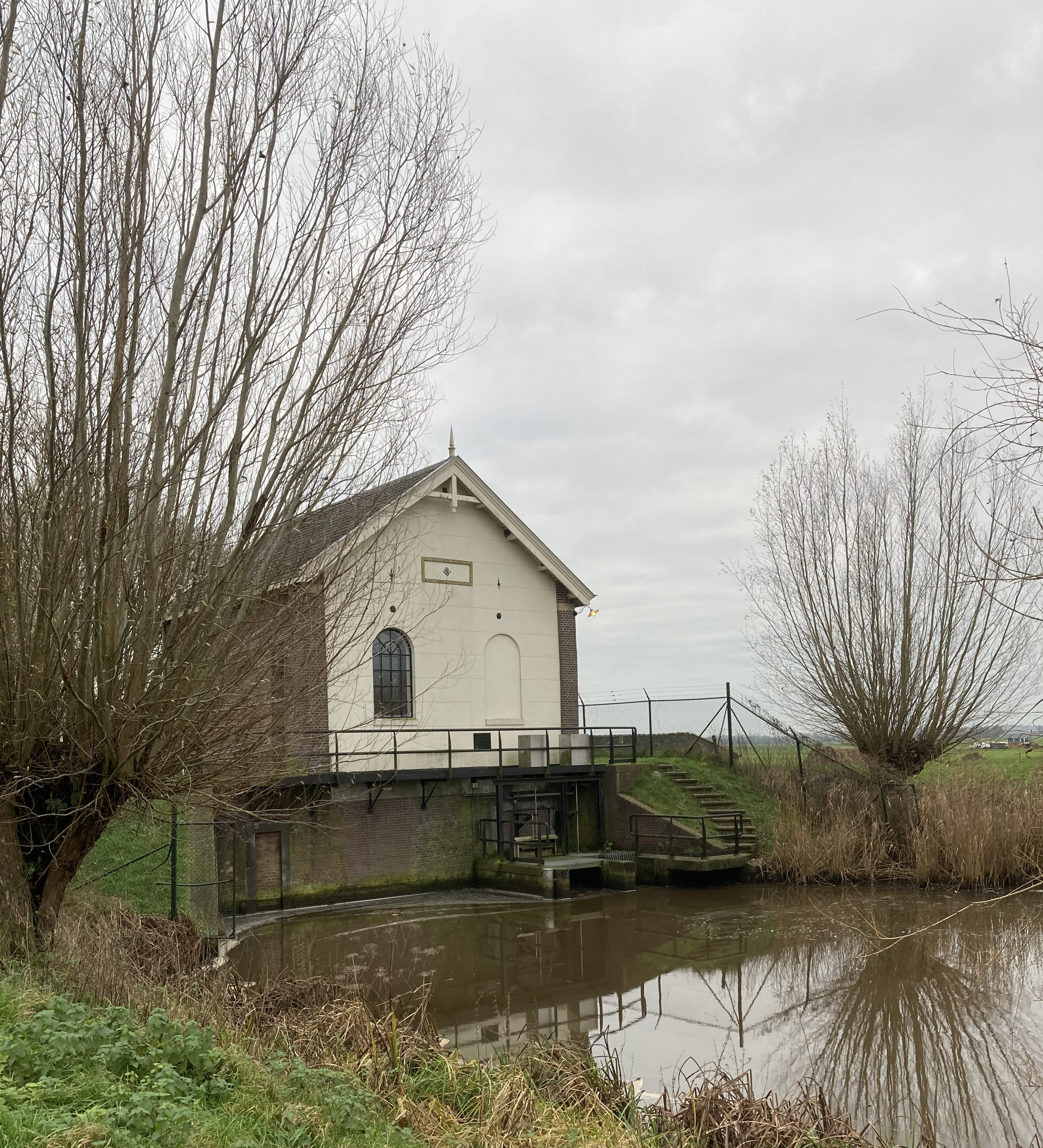
Westzijde, aan de kant van de Eem

Het Gemaal Zeldert is een vroeger stoomgemaal in de Eemvallei, aan de Slaagseweg nabij Zuidereind 35 aan de oostzijde van Baarn. Het gemaal staat op de gemeentegrens van Baarn met Amersfoort (in het buitengebied van de voormalige gemeente Hoogland), ten zuiden van de A1 en ten noorden van de Malewetering.
Het werd in 1896 gebouwd als stoomgemaal, nadat het was weggespoeld bij een dijkdoorbraak. In 1926 werd het stoomgemaal vervangen door een elektrisch gemaal. In 1991 volgde de automatisering van het gemaal. 
Met dit gemaal houdt waterschap Vallei en Veluwe een gebied van ruim 10.000 hectare droog. Het water is afkomstig uit de polders Overzeldert, Neerzeldert, De Slaag en het zuidelijk deel van Eemland waaronder de Amersfoortse wijk Nieuwland. Het water wordt via de Zeldertse Wijde Wetering in de Eem gepompt. De waterhoogte in het gebied gebeurt in overleg met agrariërs, bewoners en natuurbeheerders. De twee elektromotoren kunnen per minuut 120 m³ water verplaatsen.
Bij een renovatie van het gemaal in 2011 werden aan de binnenzijde de gebakken tegelvloer, de ramen en deuren, de betonnen trappen en de spanten in oude stijl teruggebracht. Aan de buitenzijde van het bakstenen gebouwtje werden de topgevels met een zogeheten authentieke trekbalk en een koningsstijl verfraaid.